# Arleta Jeziorska
Arleta Jeziorska (ur. w 1970 w Polsce) – polsko-meksykańska aktorka grająca głównie w telenowelach.

## Filmografia
- 1996: El amor de tu vida S.A. – Dalia
- 1998: Demasiado corazón – Gisella
- 2001: Lo que es el amor – Tere, biologiczna matka Christiana
- 2001: Uroboros – żona
- 2002: La duda – Florenza